# Péguilhan (Péguilhan)
Péguilhan ist eine Ortschaft und eine ehemalige französische Gemeinde mit 195 Einwohnern (Stand: 1. Januar 2022) im Département Haute-Garonne in der Region Okzitanien.
Mit Wirkung vom 1. Januar 2017 wurden die bisherigen Gemeinden Péguilhan und Lunax zur namensgleichen Commune nouvelle Péguilhan zusammengeschlossen und haben in der neuen Gemeinde den Status einer Commune déléguée. Der Verwaltungssitz befindet sich im Ort Péguilhan.

## Geografie
Der Ort liegt im Comminges 35 Kilometer nördlich von Saint-Gaudens.
Péguilhan ist durch die Départementsstraßen D41 und D90 an das überregionale Straßennetz angeschlossen.
Nachbarorte sind Lunax im Nordwesten, Saint-Ferréol-de-Comminges im Nordosten, Montesquieu-Guittaut (Berührungspunkt) im Osten, Montbernard im Südosten, Mondilhan im Süden, Boulogne-sur-Gesse im Südwesten und Lalanne-Arqué im Westen.

## Bevölkerungsentwicklung
| Jahr      | 1962 | 1968 | 1975 | 1982 | 1990 | 1999 | 2008 |
| --------- | ---- | ---- | ---- | ---- | ---- | ---- | ---- |
| Einwohner | 355  | 334  | 259  | 250  | 232  | 221  | 238  |

## Geschichte
Péguilhan war im Mittelalter die wichtigste Baronie des Comminges. Zum 1. Januar 2017 wurde die Nachbarkommune Lunax eingemeindet.

## Sehenswürdigkeiten
- Château de Bonrepos (Privatbesitz)
- Château de Villeneuve (Privatbesitz) mit seiner Schlosskapelle
- Kirche Mariä Geburt (18. Jahrhundert) mit ihrem Taufbecken (Monument historique) und einer Pietà (15. Jahrhundert, Monument historique)
- Wassermühle aus dem 14. Jahrhundert

## Persönlichkeiten
- Aimeric de Péguilhan (12. Jahrhundert), Troubadour
- Famille Comminges, Barons et Comte de Péguilhan